# Nicator vireo
Il nicatore golagialla (Nicator vireo Cabanis, 1876) è un uccello passeriforme della famiglia Nicatoridae.

## Etimologia
Il nome scientifico della specie, vireo, deriva dal latino e significa "io sono verde" (oltre a rappresentare in tardo latino il nome di un non meglio identificato uccelletto di colore verde, forse la femmina dell'oriolo), in riferimento alla livrea di questi uccelli.

## Descrizione

### Dimensioni
Misura 16-18 cm di lunghezza, per 21-26 g di peso.

### Aspetto

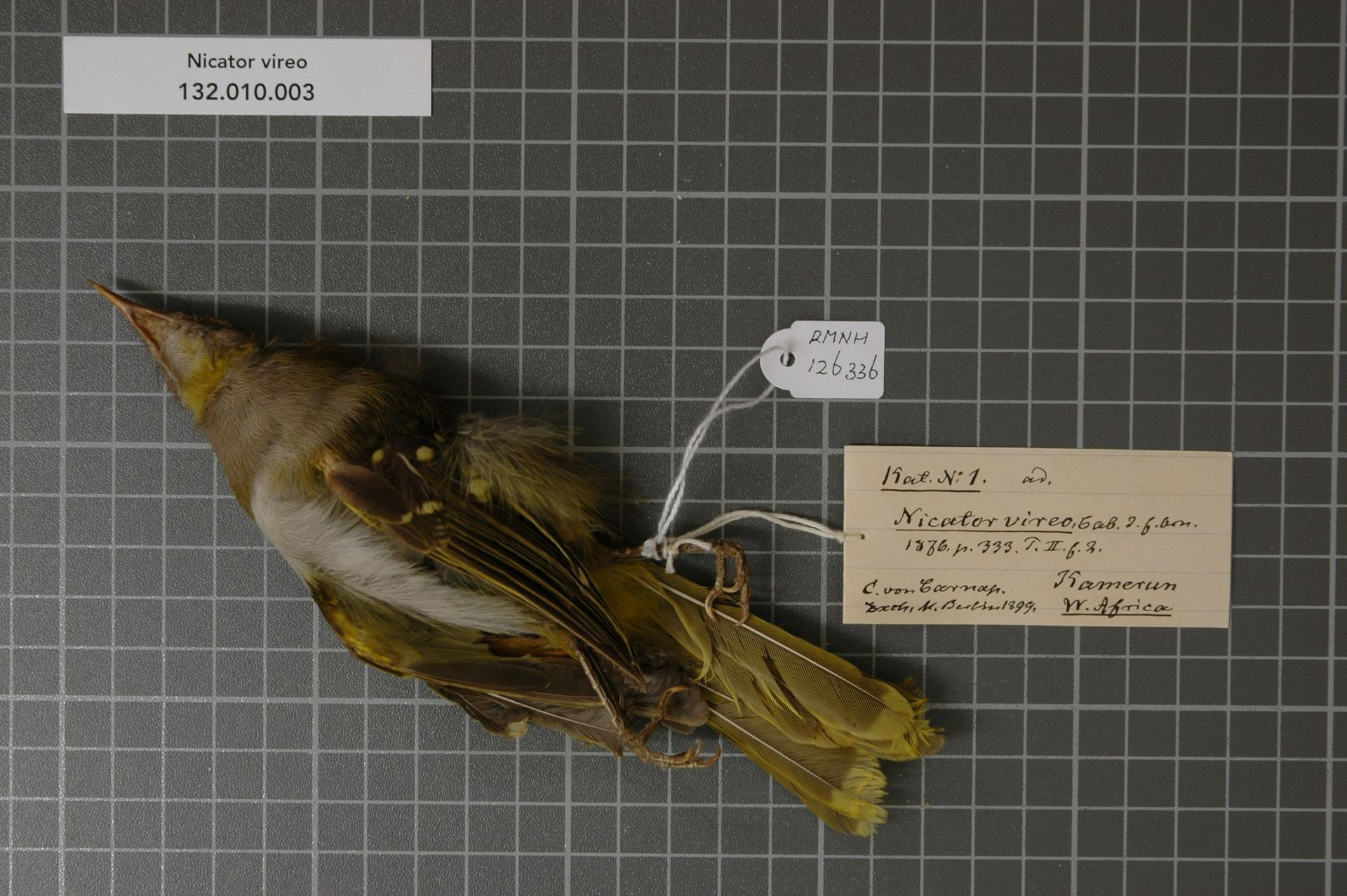
Veduta ventrale di esemplare impagliato.

Si tratta di uccelli dall'aspetto massiccio e slanciato, muniti di grossa testa ovale e allungata con becco conico forte e allungato dall'estremità vistosamente adunca, ali lunghe e digitate, zampe corte e sottili e coda piuttosto lunga e dall'estremità arrotondata.
Il piumaggio si presenta di colore verde oliva su faccia, calotta (fronte, vertice, nuca), dorso, ali e coda, con tendenza ad assumere sfumature di colore verde-giallastro su quest'ultima e sul codione, mentre le ali sono più scure e tendenti al bruno, con presenza sulla punta di copritrici e remiganti secondarie di una cospicua macchia arrotondata di colore bianco-giallino: guance, petto e bavetta sono di colore grigio (il secondo con infiltrazioni verdastre nell'area scapolare), mentre il sopracciglio e la gola (come intuibile dal nome comune sono gialli e l'area ventrale è biancastra, con sottocoda sfumato di giallino.
Becco e zampe sono di colore nerastro: gli occhi sono invece di colore bruno-scuro.

## Biologia
Il nicatore golagialla è un uccello diurno e molto schivo, sebbene territoriale: questi uccelli vivono generalmente da soli o in coppie, passando la maggior parte della giornata fra la vegetazione arborea alla ricerca di cibo, pronti a nascondersi precipitosamente nel folto delle fronde al minimo segno di disturbo.
I richiami di questi uccelli consistono in serie di 8-11 note fischiati alte e rimbombanti, emesse quando l'animale è ben nascosto nel folto della vegetazione.

### Alimentazione
Si tratta di uccelli insettivori, la cui dieta si compone in maggioranza di grossi insetti (ortotteri, mantidi, coleotteri) e delle loro larve, ma anche di altri artropodi e, sebbene sporadicamente, anche di bacche e di piccoli invertebrati.

### Riproduzione
Nonostante l'osservazione di nidi (strutture a coppa molto piccole e grossolane, costruite con rametti intrecciati nel folto della vegetazione arborea o cespugliosa) e di esemplari in amore in periodi circoscritti, che vanno da ottobre a marzo, si pensa che questi uccelli abbiano stagione riproduttiva estesa a tutto l'anno: monogami, è la femmina ad occuparsi della costruzione del nido e della cova, mentre il maschio sorveglia i dintorni del nido ed imbecca la compagna impegnata con le operazioni legate all'evento riproduttivo, collaborando con essa nell'allevamento della prole.

## Distribuzione e habitat
Il nicatore golagialla è diffuso in Africa centrale, occupando un areale che va dal Camerun sud-occidentale al nord-est dell'Angola, attraverso Repubblica Centrafricana sud-occidentale, Gabon, Rio Muni, Repubblica del Congo e basso bacino del fiume Congo: questi uccelli popolano inoltre la porzione orientale della provincia orientale ed il Kivu in Congo-Kinshasa, "sconfinando" ad est nell'Uganda sud-occidentale.
L'habitat di questi uccelli è costituito dalla foresta pluviale tropicale primaria: essi possono essere avvistati anche in ambienti più degradati ma in ripresa, come la foresta secondaria matura o le aree coltivate ed i campi da taglio abbandonati.